# 福楼拜故居
福楼拜故居（Pavillon Flaubert）是一个关于作家古斯塔夫·福楼拜的博物馆，位于法国滨海塞纳省康特勒克鲁瓦塞村的古斯塔夫·福楼拜滨河路18号，毗邻塞纳河鲁昂市的边缘。

## 历史
这是古斯塔夫·福楼拜在1844年继承的其父阿奇尔·克利奥帕斯·福楼拜留下的唯一的遗产。这位作家对这所房子非常依恋，在这里住了35年，并且在这里写了他所有的作品。自1914年4月18日起列为法国历史遗迹。
1943年8月25日，福楼拜故居遭受轰炸。
福楼拜故居收藏了属于作家的物品，如沾水笔、墨水瓶… 书房的物品现安放于一楼，像著名的金佛，个人肖像和素描，雕版，以及当时克罗伊塞特的风景。

## 画廊

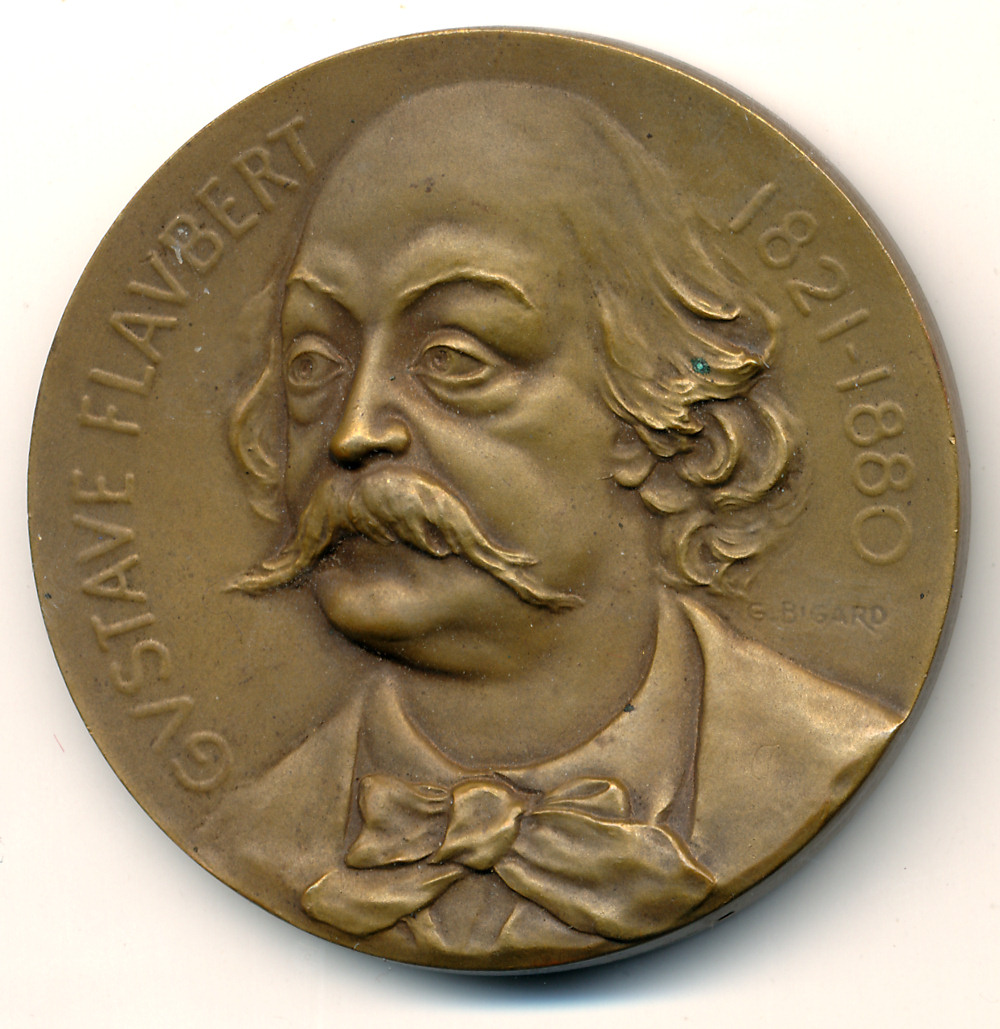
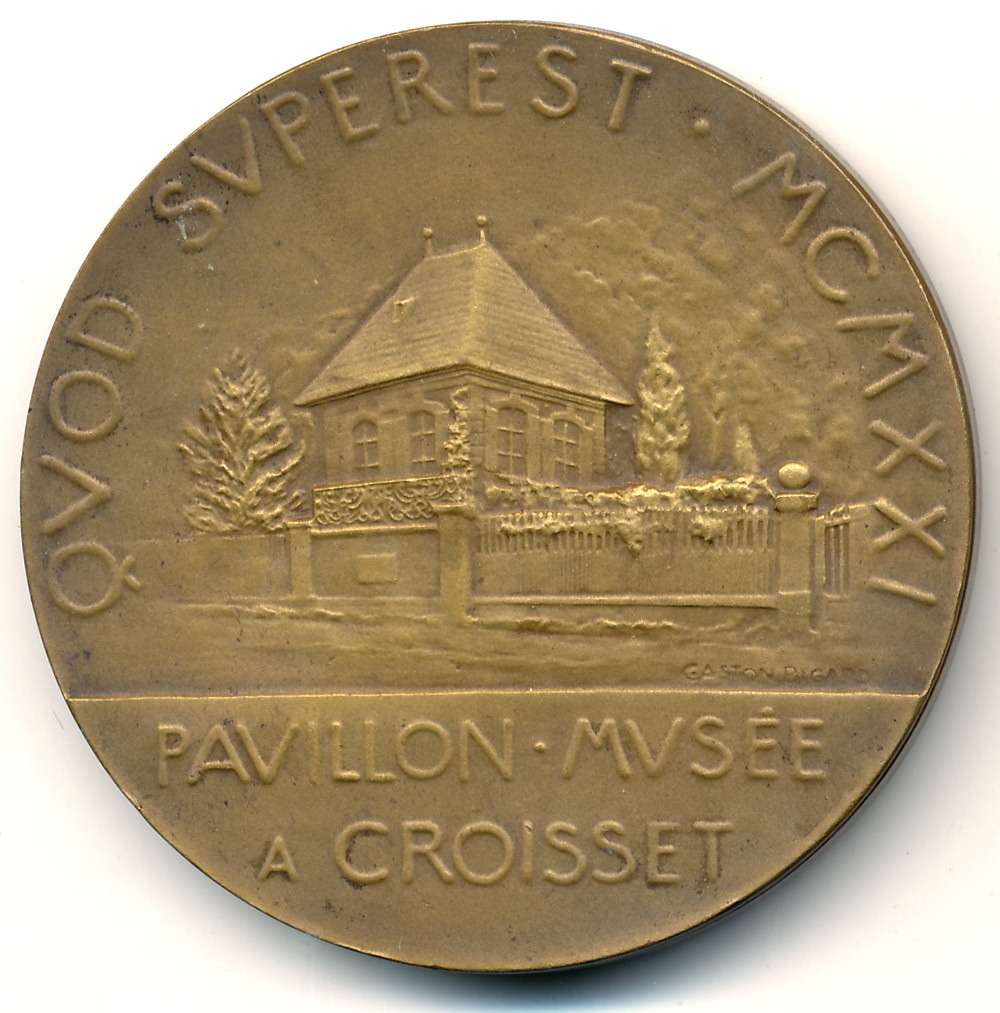